# منتخب الولايات المتحدة لهوكي الحقل للسيدات
منتخب الولايات المتحدة الوطني لهوكي الحقل للسيدات (بالإنجليزية: United States women's national field hockey team)‏ هو ممثل الولايات المتحدة الرسمي في المنافسات الدولية في هوكي الحقل للسيدات.